# Samsung Galaxy S8
El Samsung Galaxy S8 es un teléfono inteligente de gama alta fabricado por Samsung Electronics. El dispositivo móvil fue presentado el 29 de marzo de 2017 y se puso a la venta por primera vez el 21 de abril de 2017.
El Galaxy S8 y S8+ tienen un mejor hardware y diseño a diferencia de sus predecesores, esto incluye pantallas más grandes con una relación de aspecto mayor con pantalla curva y la pérdida del botón físico en ambos modelos S8 y S8+. También tiene escáner de iris y de huella digital, reconocimiento facial y un asistente virtual llamado Bixby.[cita requerida]

## Historia
Antes del lanzamiento, los medios de comunicación han reportado rumores e información. En diciembre de 2016, SamMobile dijo que el Galaxy S8 no tendría un puerto para auriculares 3.5mm, tiempo después han aparecido rumores indicando lo contrario. En enero de 2017, The Guardian dijo que el Galaxy S8 y S8+ tendrían pantallas más grandes con el nombre de Infinity Display, tendría los marcos mínimos (una pantalla muy grande en un cuerpo suficientemente pequeño para la mano) y un escáner de iris tal como lo tuvo el Galaxy Note 7. The Guardian también dijo que tendría 64 GB de almacenamiento, tendría soporte para microSD, y abandoría por completo el puerto microUSB para apostar de lleno por el nuevo puerto USB-C y tendría un asistente virtual llamado Bixby (muy parecido a Siri de Apple, al Asistente de Google, a Cortana de Microsoft y a Alexa de Amazon) Muy pronto, VentureBeat publicó fotos de ambos dispositivos, incluyendo la eliminación del botón de inicio y de los botones táctiles en marco físico, en donde el lector de huellas digitales ha sido movido en la parte trasera. Evan Blass ha publicado los colores del Galaxy S8 y S8+.
El Galaxy S8 y S8+ fueron presentados el 29 de marzo de 2017, la preventa ha comenzado el 30 de marzo de 2017, ambos dispositivos estuvieron disponibles en Norteamérica el 21 de abril de 2017 y en Reino Unido el 28 de abril de 2017. Los primeros dispositivos preordenados fueron enviados el 20 de abril de 2017, la disponibilidad general comenzó el 28 de abril de 2017. En la India, los dispositivos fueron disponibles el 5 de mayo de 2017.

## Especificaciones

### Hardware
El Galaxy S8 y S8+ tienen una pantalla Super AMOLED con resolución Quad HD (1440p 2960×1440), con una relación de aspecto de 18.5:9 mayor que 16:9 que es usado en la mayoría de los teléfonos inteligentes, el Galaxy S8 tiene una pantalla de 5.8 pulgadas mientras que el S8+ tiene una pantalla de 6.2 pulgadas. Ambos dispositivos tienen una pantalla con curvas a los costados, los marcos se han reducido a su mínimo posible y se llama Infinity Display, el Galaxy S8 y S8+ tienen un SoC Exynos, en la variante de Norteamérica se utiliza Qualcomm Snapdragon 835, ambos de 10nm. Ambos tienen 64 GB de memoria interna y se puede expandir con microSD. El Galaxy S8 es uno de los primeros teléfonos inteligentes en tener Bluetooth 5.
A diferencia de los modelos anteriores, el Galaxy S8 no tiene botón de inicio físico ni botones táctiles en los marcos, en su lugar, los botones están en la pantalla al igual que la mayoría de los dispositivos Android. Sin embargo, el botón de inicio detecta presión y es visible con la pantalla apagada, como en Always On. El Galaxy S8 tiene la misma cámara que el Galaxy S7, la cámara de 12 MP y dual pixel. La cámara frontal ha mejorado a 8 MP con autofoco. El Galaxy S8 tiene sensor de huellas digitales y de iris. Debido a que el Galaxy S8 no tiene botón de inicio físico, el sensor fue movido a lado de la cámara. El Galaxy S8 tiene reconocimiento facial para desbloquear el dispositivo, esa tecnología ya fue implementada en modelos anteriores como el Galaxy S III y el Galaxy S4, fue eliminado en el Galaxy S5, pero ha vuelto en el Galaxy S8.
El Galaxy S8 tiene una batería de 3000 mAh y el S8+ una batería de 3500 mAh, debido a la retirada del Galaxy Note 7, Samsung dijo que mejoraría la calidad, las pruebas y el control de sus productos.

### Software
El Galaxy S8, venía anteriormente con Android Nougat (7.0) pero a lo largo de la primera mitad de 2018, comenzó a llegar la versión Android Oreo (8.0). El Samsung S8 viene con su interfaz TouchWiz y tiene un asistente llamado "Bixby", el cual es el reemplazo al S Voice pero más avanzado, con Bixby (Samsung), se puede controlar el dispositivo con la voz. La cámara tiene reconocimiento de objetos. Bixby tendrá soporte para aplicaciones de terceros, sin embargo, Bixby no tiene soporte para español, El Galaxy S8 tiene Samsung DeX que es el modo computadora para pantalla externa.

## Sobre el Galaxy S8

### Críticas
Dan Seifert de The Verge mostró el diseño del Galaxy S8, lo describió como un "dispositivo para mirar y sostenerlo" que fue "refinado y pulido a un brillo literal" y añadió "ningún dispositivo que he usado antes se ve igual". Describió que el hardware funciona "prácticamente perfecto", A Seifert también le gustó el software, dijo que "Samsung era menos conocido por pulir y más por su torpeza. En un cambio en el software del Galaxy S8, me atrevo a decir que está bien". Sin embargo, él ha criticado el asistente Bixby, dijo que "en su estado actual, no puede hacer gran cosa" y también ha criticado las aplicaciones duplicadas. Acerca del rendimiento, él escribió, que el Galaxy S8 fue "rápido y responde inmediatamente, pero virtualmente es como cualquier otro smartphone premium que se pueda comprar, y el Galaxy S8 no se nota que sea más rápido que el Google Pixel, LG G6 o el iPhone 7". El reportero de The Verge Vlad Savov sintió que el lugar del sensor de huellas digitales fue "una decisión confunsa si consideramos que su intención fue colocar el lector en la pantalla, pero no fue posible realizar la implementación en la hora de su lanzamiento".
Chris Velazco de Engadget mostró de forma similar el diseño, empezando que "desde su pantalla curva hasta el uso de metal y cristal, se sentían como las versiones más pequeñas y elegantes del Galaxy Note 7", y también dijo que la pantalla era simplemente "impresionante". Velazco llamó a la interfaz "sútil y pensativo en las decisiones del diseño". Notó que el asistente Bixby no estaba listo todavía, él cumplió la promesa de que las funciones de voz sería mejor que los que ofrece a través de Siri o Google Assistant, y escribió que "con este tipo de complejidad que tiene, tal vez no debería sorprenderse que esto aún no se haya hecho". Acerca del rendimiento y la cámara, aunque notando que "la cámara de 12MP no ha cambiado mucho desde el año pasado. Eso no es malo desde que fueron buenas cámaras para empezar", Velazco ha resumido su opinión escribiendo que los dispositivos "no son perfectos, pero es lo más cercano que Samsung ha podido".
Ron Amadeo de Ars Technica ha notado que la inusual relación de aspecto fue el resultado de los márgenes negros al ver videos 16:9 sin hacer zum o estirar la imagen. Él complementó que siente que el Galaxy S8, llamándolo "perfecto", pero fue criticado por tener un cristal más frágil y que "el brillante y resbaladizo cristal no se siente tan bien como el metal, por su alto precio, nosotros preferimos que Samsung use metal en la parte trasera". Él criticó las opciones biométricas para desbloquear el Galaxy S8, dijo que "Hay un escáner de iris, un lector de huellas y desbloqueo facial. El problema es que ninguno de estos son buenos", también a criticado las aplicaciones duplicadas, dijo que "la mayoría de éstas no pueden ser eliminadas y no son muy irresistibles". Él criticó a Bixby, llamándolo un "extraño extra" debido a que los teléfonos inteligentes con Google Assistant ya están presentes.
Antes del lanzamiento oficial del Galaxy S8, los reportes dijeron que Bixby estaría disponible de 7 a 8 idiomas en el lanzamiento. Después los reportes dijeron que Bixby sólo tendría soporten en inglés para su lanzamiento, aunque se note que varios idiomas estarían disponibles en los "próximos meses" a mediados de abril, The Wall Street Journal dijo que Bixby no tendría soporte para inglés americano.
Algunos de los usuarios avanzados de Android esperaron que Samsung regresara el control remoto universal al Galaxy S8, pero esa función no ha sido devuelta.

### Ventas
El Galaxy S8 y Galaxy S8+ tuvo más de 720,000 unidades pre-ordenadas en una semana, mientras que el Galaxy S7 tuvo 100,000 y el Note 7 200,000. A mediados de abril, el número ha aumentado a un millón de pre-órdenes. El 24 de abril de 2017, Samsung anunció que las ventas del Galaxy S8 fueron "las mejores ventas". Aunque no publicó el número exacto de ventas, se anunció que el Galaxy S8 tuvo un 30% más ventas que el Galaxy S7.

## Problemas

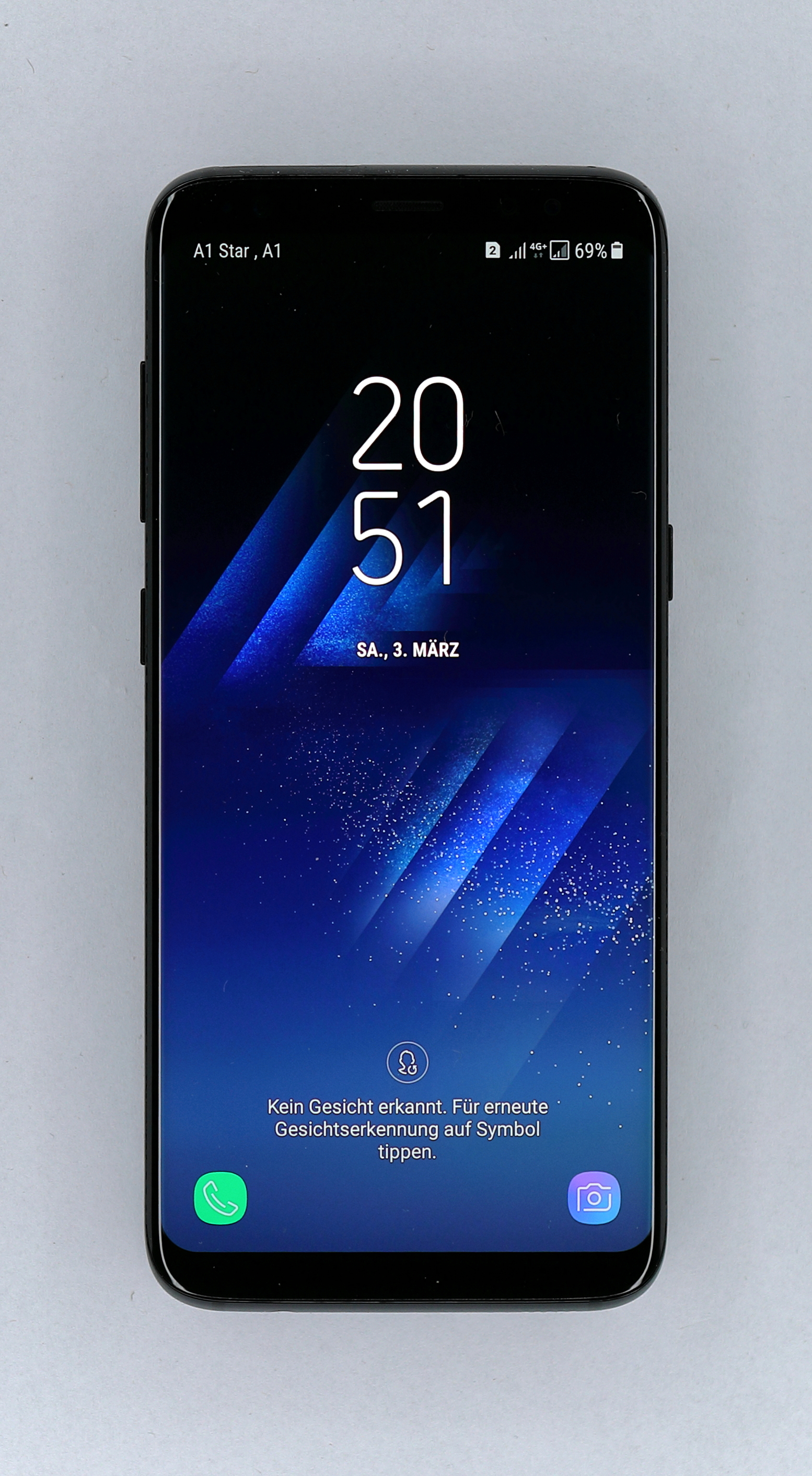
Un Samsung Galaxy S8 Duos.

### Balance de blancos
Antes de la venta, se ha reportado un tono rojizo en algunos terminales. Samsung indicó que el Galaxy S8 tiene una pantalla que se adapta y optimiza el rango de color, la saturación y la nitidez dependiente del entorno, pero también indicó que se puede ajustar esas opciones de forma manual. El 21 de abril Samsung indicó que el tono rojo era un problema de software y que lanzaría un parche. The Inventor y Infobae dijeron que Samsung reemplazaría los dispositivos los cuales el parche no ha funcionado.

### Reinicios aleatorios
A finales de abril se ha reportado que algunos dispositivos se reiniciaban por sí solos. Samsung aún no dijo nada al respecto.

### Cámara principal borrosa
Se ha presentado en múltiples equipos dificultad para enfocar con la cámara principal problema que se resuelve de forma parcial dando golpes leves a la cámara, requiriendo el cambio de la misma para una solución permanente.

### Seguridad del reconocimiento facial
Después de la presentación del dispositivo han aparecido videos mostrando que el dispositivo puede ser desbloqueando mostrando una foto del usuario.

### Seguridad del escáner de iris
En mayo de 2017, Chaos Computer Club mostró un video en donde se podía engañar al escáner de iris usando una foto del ojo y lentes de contacto.